# Amphoritheca fascicularis
Amphoritheca fascicularis là một loài Rêu trong họ Funariaceae. Loài này được (Hedw.) Hampe mô tả khoa học đầu tiên năm 1873.